# Martino Fill
Martino Fill (Castelrotto, 5 marzo 1939) è un ex sciatore alpino italiano.

## Biografia
Sciatore polivalente con maggior propensione alle prove tecniche, Martino Fill debuttò in campo internazionale in occasione della 3-Tre 1957 (Madonna di Campiglio, 15-17 febbraio), dove si classificò 21º nella discesa libera, 42º nello slalom gigante. 38º nello slalom speciale e 31º nella combinata; ai Mondiali di Chamonix 1962 (10-18 febbraio), suo esordio iridato, si piazzò 18º nello slalom gigante, la sola gara nella quale prese il via. Nel 1963 fu 3º nello slalom gigante del Grand Prix du Savoie (Méribel, 23-24 marzo) e l'anno dopo prese parte ai IX Giochi olimpici invernali di Innsbruck 1964 (29 gennaio-9 febbraio), sua unica presenza olimpica nonché congedo iridato, arrivando 27º nella discesa libera e 20º nello slalom speciale; disputò le sue ultime gare internazionali in occasione del trofeo Duca d’Aosta 1966 (Cortina d'Ampezzo, 5-6 febbraio)

## Palmarès

### Campionati italiani
- 5 medaglie[5]:
  - 1 oro (slalom gigante nel 1963)
  - 4 argenti (slalom speciale nel 1960; slalom gigante nel 1961; slalom speciale nel 1963; slalom speciale nel 1965)